# Ping Tom Memorial Park
Ping Tom Memorial Park (anciennement connu comme le Sun Yat-sen Playlot Park) est un parc situé dans la ville de Chicago, dans l'État de l'Illinois, aux États-Unis. Longeant les bords du bras sud de la rivière Chicago, dans le quartier de Chinatown (dans le secteur d'Armour Square), le parc fut inauguré le 2 octobre 1999. Il fut conçu par le paysagiste Ernest C. Wong, membre de la société Design Group et s'étend sur une superficie d'environ 7 hectares.
Le Ping Tom Memorial Park fut nommé en l'honneur de Ping Tom, un entrepreneur et une figure éminente du quartier chinois de Chicago. Un buste lui rendant hommage trône à proximité immédiate du pavillon.
Ce parc de Chicago possède de nombreuses caractéristiques chinoises, avec un pavillon en bois doté d'un toit à pagode au bord de la rivière Chicago et des jardins de bambous. Durant la période estivale, le Ping Tom Memorial Park constitue une destination populaire, notamment lorsque la Chambre de commerce du quartier organise des courses de bateaux-dragons sur la rivière Chicago. Son gigantesque pavillon en bois est considéré comme l'un des plus beaux du Midwest.
Le parc est entretenu et exploité par le Chicago Park District, organisme chargé de la gestion des parcs et espaces verts de la ville de Chicago.

## Histoire

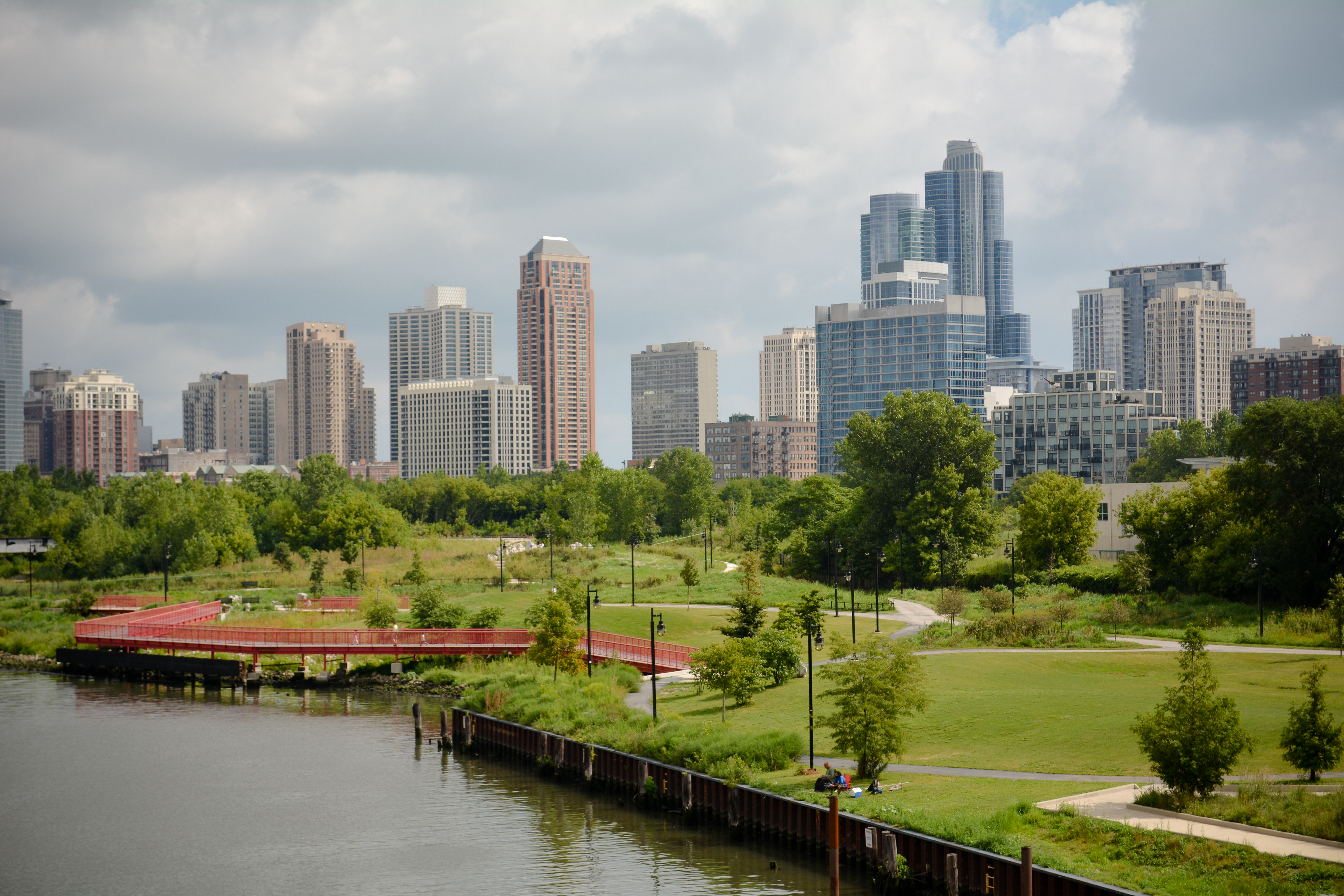
Vue sur le Ping Tom Memorial Park.

En 1962, les deux seuls parcs du quartier de Chinatown, Hardin Square et Stanford Park, furent détruits pour permettre la construction de la Dan Ryan Expressway, une autoroute nord-sud de la ville. Bien qu'au milieu des années 1970, le petit parc de Sun Yat-sen Playlot Park soit créé, il ne fut pas assez grand pour satisfaire la communauté chinoise grandissante.
Après une lutte de plusieurs décennies pour la construction d'un nouveau parc à Chinatown, l'entrepreneur Ping Tom, qui fut également le représentant de la communauté chinoise de Chicago durant cette période, fonda la Corporation de développement sino-américaine (CADC) en 1984, une société immobilière privée. Cinq ans plus tard, la société acheta une ancienne gare de triage d'environ 13 ha (130 acres), le Santa Fe Railroad et commença la construction de Chinatown Square, un projet de développement résidentiel et commercial de 100 millions de dollars. Cependant, la zone de 6 acres (24 000 m2) située le long de la rivière Chicago ne fut pas concernée par le projet. Cependant, les représentants de la communauté chinoise formèrent le conseil consultatif du parc de Chinatown Riverside afin de collaborer avec le Chicago Park District (district des parcs de Chicago). Le but étant de créer un consensus afin d'évaluer la possibilité d'aménager la zone restante en parc public. Avec l'appui de Raymond Lee, directeur général du Chicago Park District, la proposition d'achat du terrain fut approuvée par la ville de Chicago. Plus tard, le terrain engloba environ 6 acres supplémentaires (soit 24 000 m2) qui s'étendirent le long de la rivière jusqu'au niveau de la 16th Street.

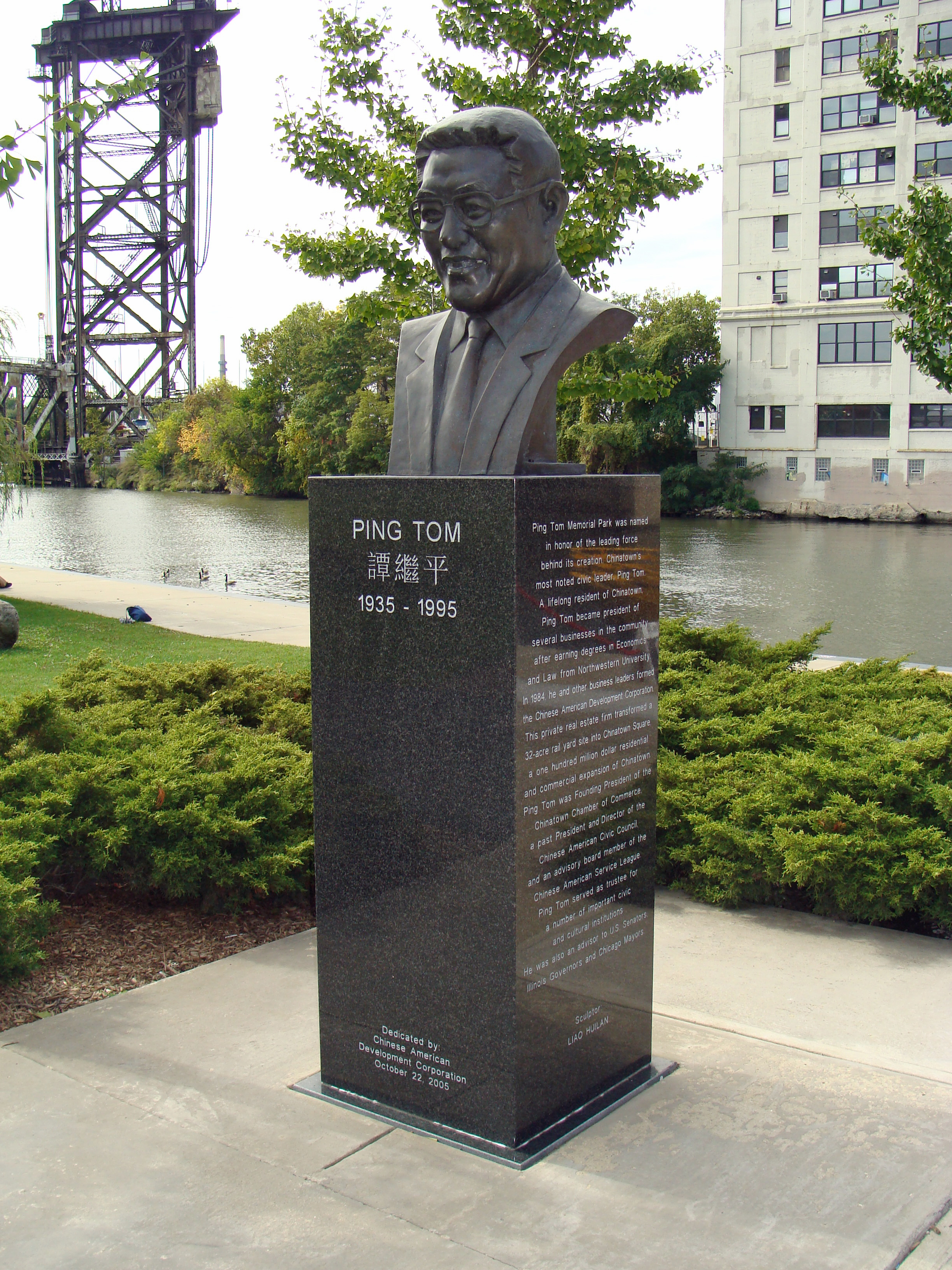
Buste, en hommage à l'entrepreneur Ping Tom.

En 1991, à la suite de la construction de la place centrale du quartier chinois, le Chicago Park District racheta environ 6 hectares non utilisés le long de la rivière Chicago, au nord de la 18th Street. La moitié sud du quartier connut alors un développement majeur. Ping Tom mourut d'un cancer du pancréas en juillet 1995, trois ans avant le début de la construction du parc.
Lors d'une réunion de la chambre de commerce de Chinatown qui se tint en mars 1998, le conseil consultatif de Riverside Park suggèra de renommer le parc en l'honneur de Ping Tom, la force motrice de sa création. En 1998, la construction commença pour un coût total de 5 millions de dollars. Le parc fut officiellement ouvert au public le 2 octobre 1999.

## Aménagements

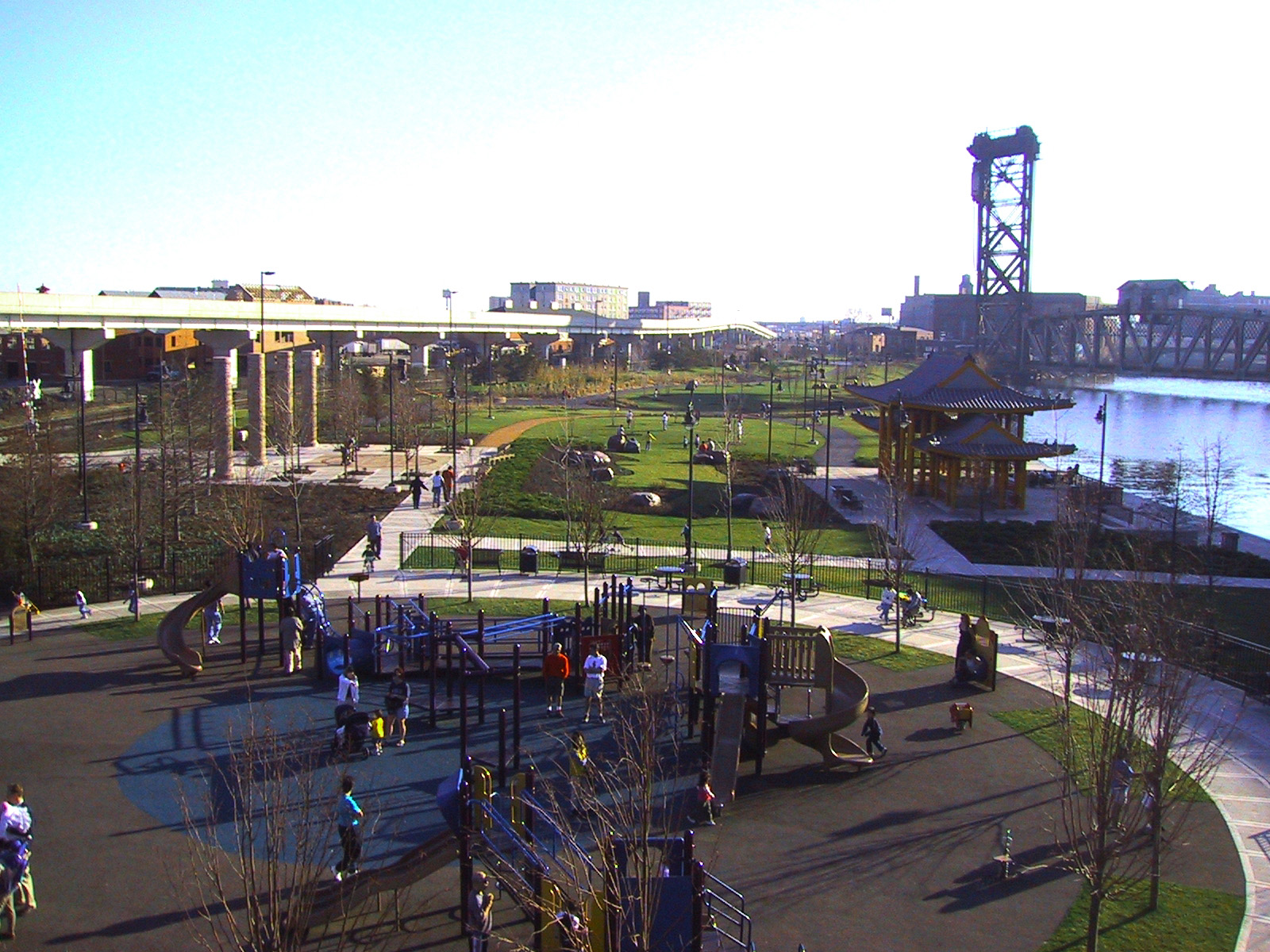
Aires de jeux.

Au cours de l'année 2002, le Chicago Park District acquiert cinq acres (environ 2 hectares) supplémentaires situés immédiatement à l'est du parc, dans une partie qui fut laissée à l'abandon durant de nombreuses années. Près de 11 hectares supplémentaires furent aménagés au nord de la 18th Street. Le Chicago Park District planifia sa deuxième phase de développement, avec l'aménagement des rives du Ping Tom Memorial Park offrant ainsi des points d'accès aux bateaux, dont une station de bateau-bus (Chicago taxi-boats), ainsi que la construction d'un centre d'art culturel et de loisirs et d'un hangar à bateaux. Les travaux d'aménagements furent estimés à 38 millions de dollars.
En septembre 2009, les membres du conseil d'administration du Chicago Park District conclurent une entente avec la ville de Chicago qui approuva le transfert de 10 millions de dollars en fonds d'impôt pour le développement de la zone de 6 acres (24 000 m2) le long de la rivière Chicago et de l'ancien chemin de fer de Santa Fe au nord de la 18th Street. Ces fonds servirent à construire un mur de soutènement, des habitats pour les poissons et des sections de littoral naturel le long des rives de la rivière Chicago, sur une distance de 877 pi (267 m). De vastes pelouses ouvertes, des voies piétonnières bordées d'arbres circulant à travers le parc, des petits jardins fleuris et un cabanon de pêche furent aménagés.
En 2010, la construction d'un centre d'athlétisme au Ping Tom Memorial Park fut approuvé par les membres du conseil municipal de Chicago. Les fonds pour la proposition de 10 millions de dollars provinrent du district TIF de River South. Ce bâtiment d'une surface d'environ 28 000 pieds carrés, est conçu en acier et en béton préfabriqué et comprend un gymnase, des salles de fitness, un centre de remise en forme et des buvettes.

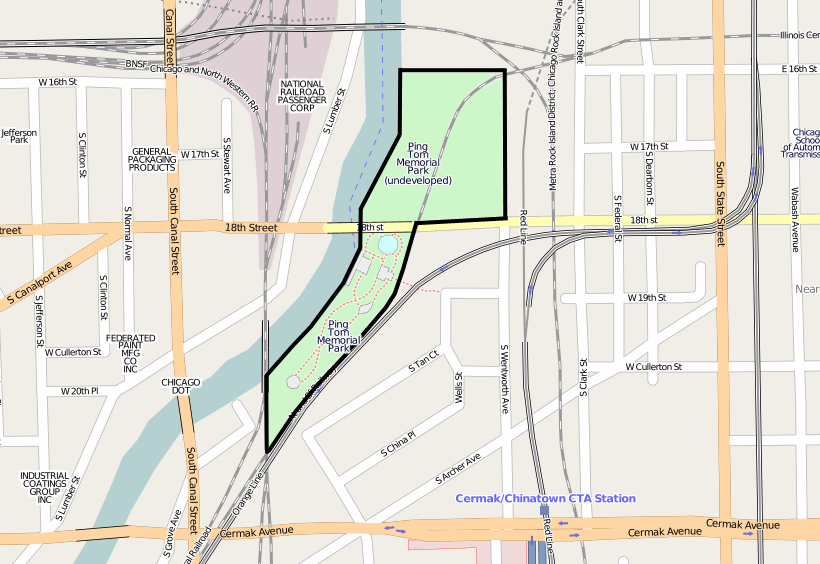
Plan du parc et de son environnement.

Le 19 septembre 2011, le maire de Chicago Rahm Emanuel tint une conférence de presse à l'occasion de l'agrandissement du parc et annonça la construction d'une série de bâtiments le long de la rivière Chicago. Le 9 juin 2013, le maire de Chicago Emanuel inaugura officiellement l'ouverture du hangar à bateaux.
Le 14 octobre 2013, le maire de Chicago Emanuel inaugura officiellement le Ping Tom Memorial Park Fieldhouse, un établissement de 30 000 pieds carrés doté d'un gymnase, d'un centre de remise en forme et de salles de réunion. À l'entrée du parc se trouve une sculpture en acier inoxydable appelée « Stone Talk », offerte par la ville de Shanghai le 3 juin 2015 pour célébrer le 30e anniversaire de son jumelage avec Chicago.

## Événements
Créées en 1999, les courses de bateaux-dragons sur la rivière Chicago constituent un événement philanthropique qui se tient chaque année au Ping Tom Memorial Park. Chaque été, les équipes participent à un tournoi de course de bateaux-dragons le long de la rivière Chicago tandis que de la musique, de la restauration et d'autres divertissements animent spectateurs. Les recettes de l'événement sont utilisées pour soutenir et promouvoir les programmes locaux d'alphabétisation des habitants de la communauté chinoise de Chinatown, mais aussi pour promouvoir la culture chinoise à Chicago. Le parc sert également de ligne d'arrivée à la Chicago River Flatwater Classic, une course annuelle de canoë-kayak longue de 11,67 km.
En 2004, la Chambre de commerce de Chinatown accueillit une série de films en plein air et de concerts gratuits durant la campagne « Summer Fun in Chinatown ».

## Galerie d'images

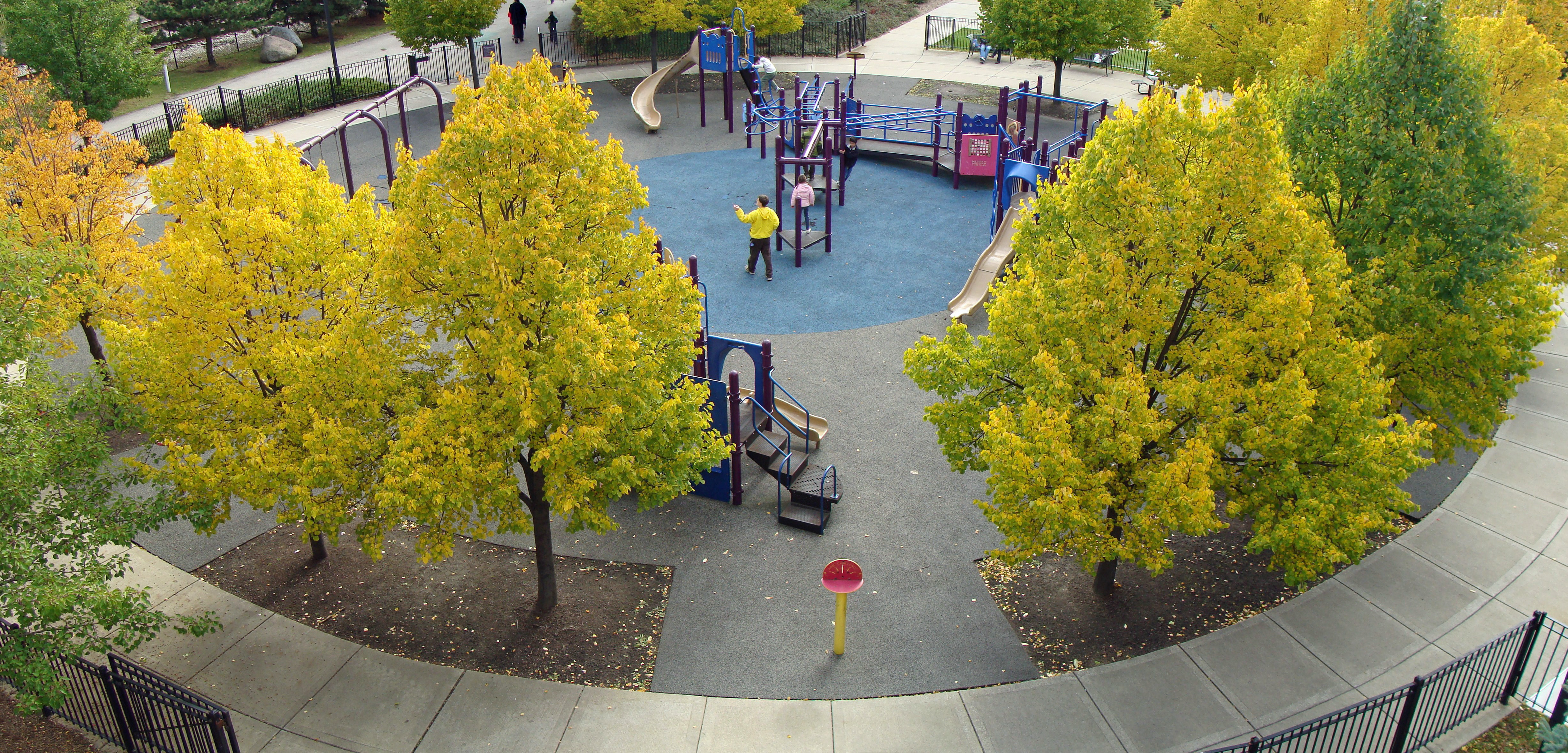
Aires de jeux pour enfants.
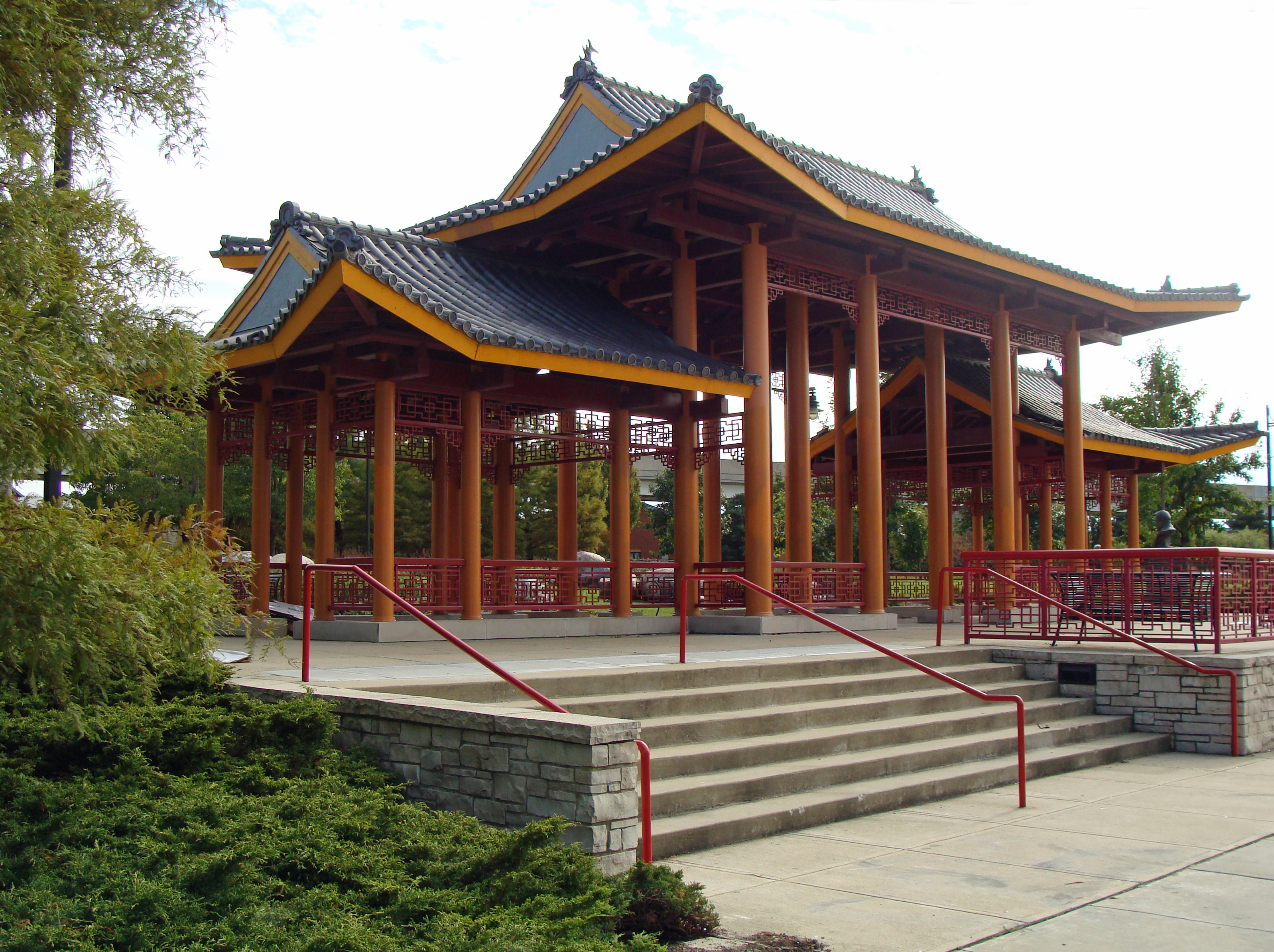
Le pavillon à pagode.
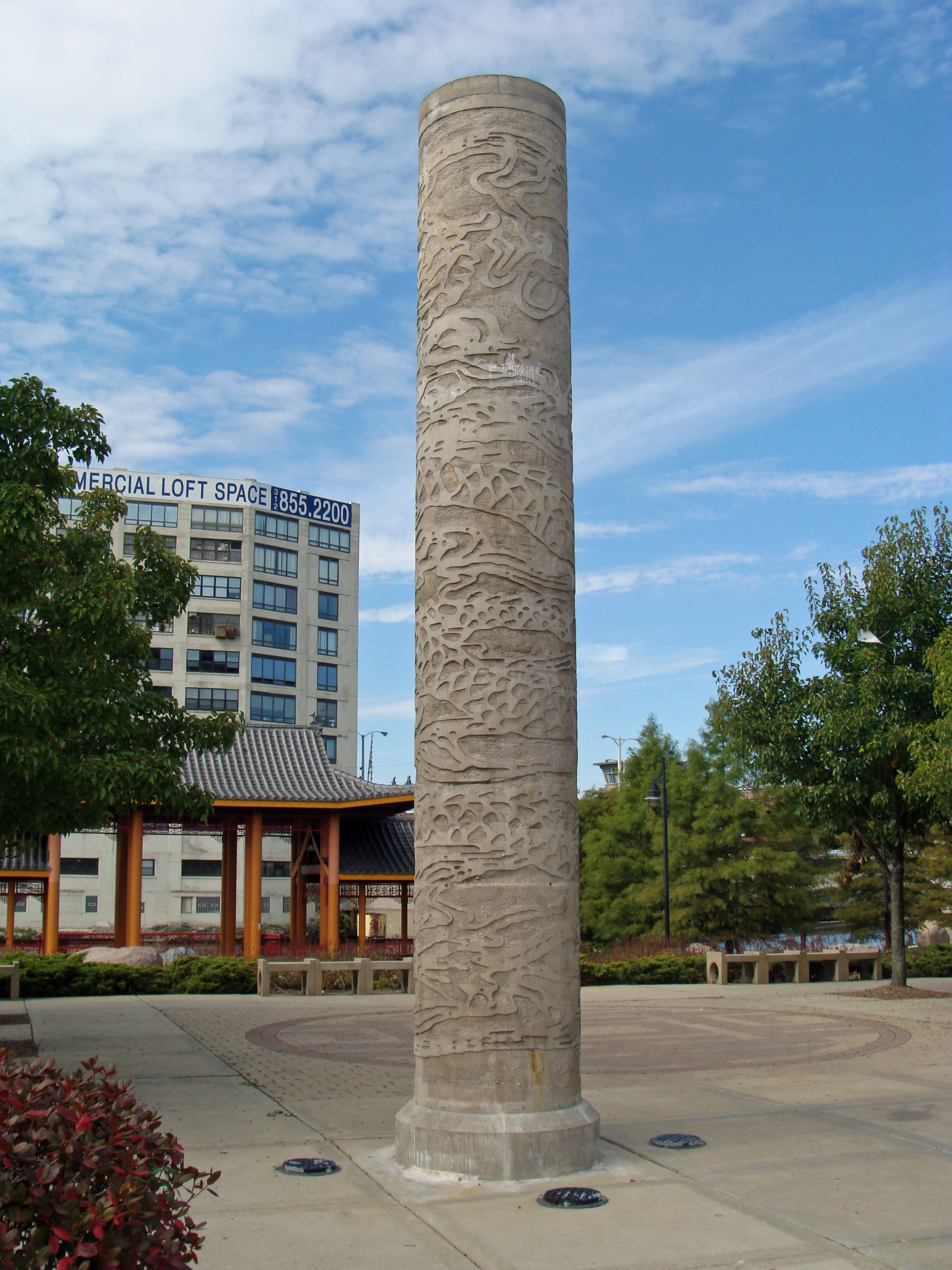
Le Ping Tom Pillar.
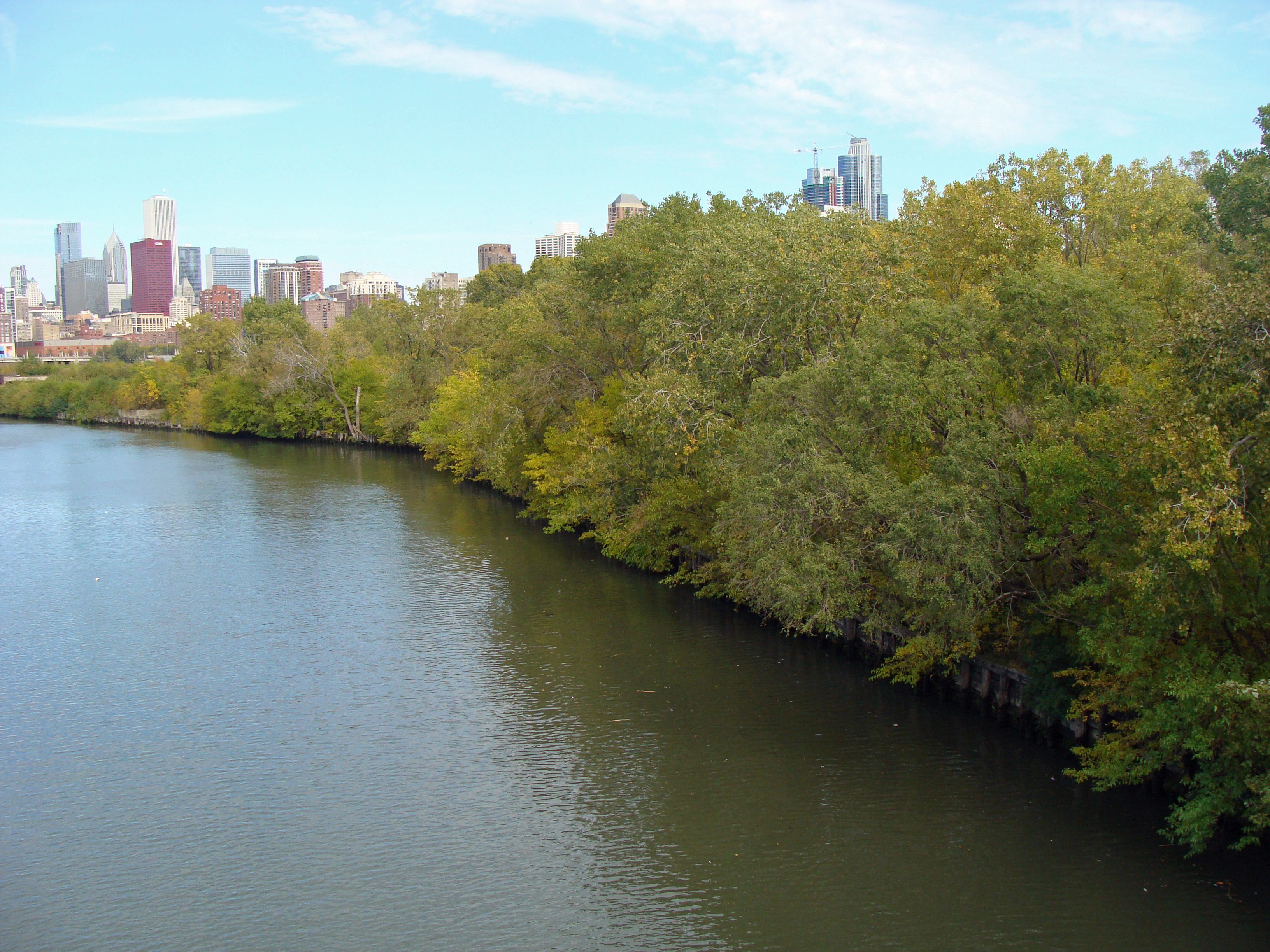
La rivière Chicago borde le côté ouest du Ping Tom Memorial Park.